# Dinotrema brevissimicorne
Dinotrema brevissimicorne är en stekelart som först beskrevs av Stelfox och Graham 1948.  Dinotrema brevissimicorne ingår i släktet Dinotrema och familjen bracksteklar. Inga underarter finns listade i Catalogue of Life.